# Le fiacre
Le fiacre (franska, hästdroskan) är en fransk folkmelodi skriven av Léon Xanrof, i Sverige mest känd som bakgrundsmusiken i SVT:s solfilm. Den instrumentala, något jazziga, version som används i filmen är inspelad av Robert Valentino och återfinns på skivan En revenant de la revue. Le fiacre betyder hästdroska, vilket även är vad texten handlar om när den framförs med sång.